# Boccaccio (traghetto)
Il Boccaccio è stato un traghetto, in servizio con questo nome per la Tirrenia di Navigazione dal 1970 al 1999.

## Storia

La nave nella versione originale con la piscina nella zona poppiera.

L'unità navale è stata costruita presso il cantiere navale Italcantieri S.p.A. di Castellammare di Stabia tra il 1969 e il 1970, come prima unità della classe Poeta. è entrata in servizio nel settembre dello stesso anno, inizialmente sulla rotta Palermo-Tunisi.
Alla fine del 1991 il traghetto fu sottoposto, insieme ad altre unità gemelle, ad un intervento di trasformazione, presso i cantieri navali di La Spezia, con l'aggiunta di tre ponti, di cui due, denominati A e B, adibiti esclusivamente come zona alloggi per i passeggeri con ampie cabine di prima classe. Dopo l'ampliamento, il traghetto contava 90 cabine di seconda classe dislocate nel solo ponte superiore, il primo dal basso destinato ai passeggeri, e ben 195 cabine di prima classe.
Il traghetto venne al contempo rivisitato negli arredi e nelle finiture interne delle zone comuni, e venne aggiunta anche una sala cinema di bordo. Inoltre il terzo dei ponti aggiunti fu adibito a zona soggiorno, con un bar su due livelli con livello sopraelevato adibito a zona tv e ristorante à la carte.
Con l'aggiunta dei due ponti è stato necessario unire due controcarene di equilibratura ai fianchi della nave.
Vennero inoltre saldati i portelloni laterali.
L'intervento, seppur discutibile da un punto di vista estetico degli esterni, ha aumentato il comfort e la capacità del traghetto. In ogni caso l'obsolescenza ed il peso degli anni era ormai soverchiante e l'ammodernamento della flotta era incombente; per tali motivi, nel gennaio 1999 la nave è stata definitivamente venduta.

### La vendita alla El Salam
Il traghetto venne acquistato dalla compagnia di navigazione saudita El Salam Shipping&Trading, venendo ribattezzato al-Salam Boccaccio 98 e issando bandiera panamense. Negli anni successivi l'unità navale in questione è stata più volte noleggiata per brevi periodi ad altre compagnie di navigazione, su rotte come Genova-Tunisi, Savona-Tangeri e Ancona-Beirut.

## Il naufragio
Il 2 febbraio 2006 la al-Salam Boccaccio 98 navigava nel Mar Rosso tra Arabia Saudita ed Egitto, con un carico di 1272 passeggeri e 104 membri dell'equipaggio, quando è scoppiato un incendio a bordo che ne ha causato il naufragio, con oltre 1000 vittime tra morti e dispersi. Vennero recuperati 388 naufraghi. Tale incidente è considerato tra i peggiori disastri marittimi della storia.  
Alle operazioni di ricerca e soccorso (SAR) hanno preso parte i pattugliatori della Marina Militare Italiana facenti parte della Multinational Force and Observers della classe Esploratore, ovvero il Vedetta e il Sentinella che hanno tratto in salvo otto naufraghi.

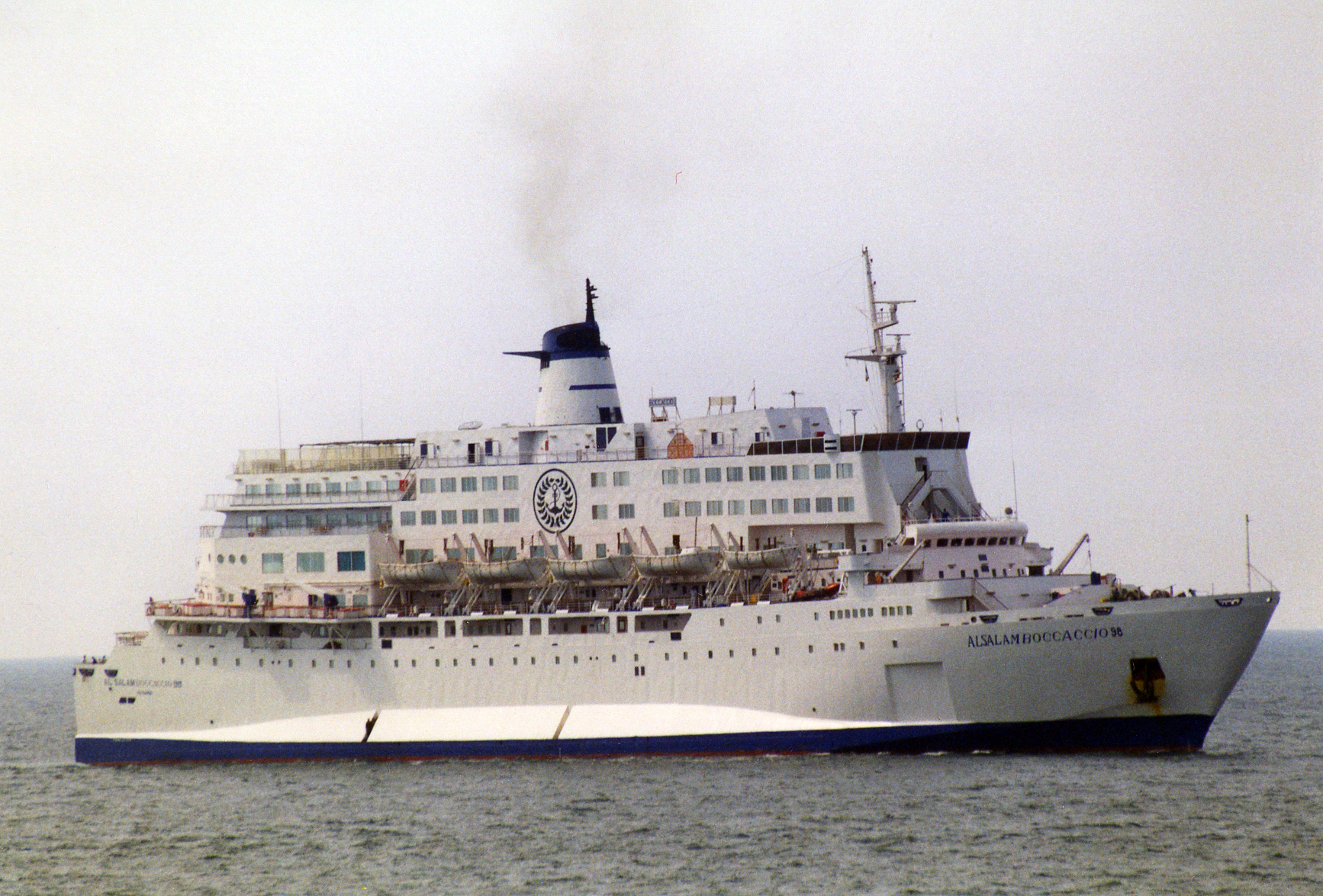
La al-Salam Boccaccio 98 ritratta durante un viaggio nel 2001

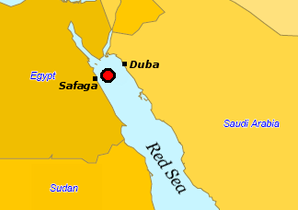
L'immagine a infrarossi ripresa da un aereo della U.S. Navy mostra un pattugliatore italiano mentre presta i primi soccorsi alla Al-Salam Boccaccio 98.

## Navi gemelle
- Carducci
- Leopardi
- Manzoni
- Pascoli
- Petrarca